# West Hoathly
West Hoathly – wieś w Anglii, w hrabstwie West Sussex, w dystrykcie Mid Sussex. Leży 58 km na północny wschód od miasta Chichester i 48 km na południe od Londynu. W 2001 miejscowość liczyła 2121 mieszkańców.